# Vezúvi Nemzeti Park
A Vezúvi Nemzeti Parkot 1995-ben alapították a hegyen élő állatok és növények megóvására, a földtani jelenségek és paleontológiai formációk megőrzésére és nem utolsósorban a vulkán területén kialakult ökológiai egyensúly megőrzése érdekében. Elsődleges célja azonban életképes környezet-helyreállítási menedzsment eszközeinek alkalmazása, mely során megvalósulhat az emberi és természeti környezet integrációja: az antropológiai, régészeti, történelmi és építészeti értékek védelme; a hagyományos pásztorkodás megőrzése; interdiszciplináris kutatások népszerűsítése, melyek nemcsak a tudóstársadalomhoz, hanem a mindennapok emberéhez is szólnak valamint a hidrogeológiai egyensúly megőrzése.
A Vezúvi Nemzeti Park feladatainak köre jóval szélesebb, bármely más nemzeti parkhoz viszonyítva, hiszen a világ egyik leghíresebb működő vulkánját foglalja magába, mely egyben az egyik legveszélyesebb is, tekintve környékének nagyfokú urbanizációját, amely hozzájárult a természeti értékek rombolásához. Az európai nemzeti parkok között egyedi helyet foglal el, hiszen célja helyreállítani a Vezúv és a Monte Somma varázslatos környezetét.

## Növényvilág
A Vezúv és a Monte Somma körüli területek különböznek egymástól különféle környezeti szempontok miatt, de ugyanakkor számos közös vonásuk is van, mint például az erős antropizáció mindkettő lejtőjén. Az elsődleges különbség az éghajlatban jelentkezik: a Vezúv környéke jóval szárazabb és inkább ki van téve erős napsütésnek, mint a Monte Somma. Egy másik különbség a vegetációban jelentkezik: a Monte Somma lejtőin az Appenninekre jellemző növényvilág található gesztenyefákkal, tölgyekkel, égerfákkal, kőrisfákkal, magyaltölgyekkel valamint ritkán nyírfa is előfordul, míg a Vezúvon ritka a növényzet és elsősorban cserjefélék alkotják, illetve mesterséges úton betelepített fafajták. A frissen megszilárdult lávafolyamokon kezdetben a Stereocaulon vesuvianum zuzmó telepedik meg, mintegy előkészítve a területet az igényesebb növényvilág számára. A zuzmó okozza a vezúvi lávának a jellegzetes szürke színét, mely az éjszakai fényben csillog. Közel 960 növényfajt tartanak számon, ezek közül említésre méltó a nápolyi kőris és a nápolyi éger. A vulkán lejtőin 23 faj orchidea él. Elterjedt cserje a rekettye, amelynek Genista aetnensis 1906-ban az Etnáról hozták és honosították meg a hegyen és azóta gyorsan elterjedt.

## Állatvilág

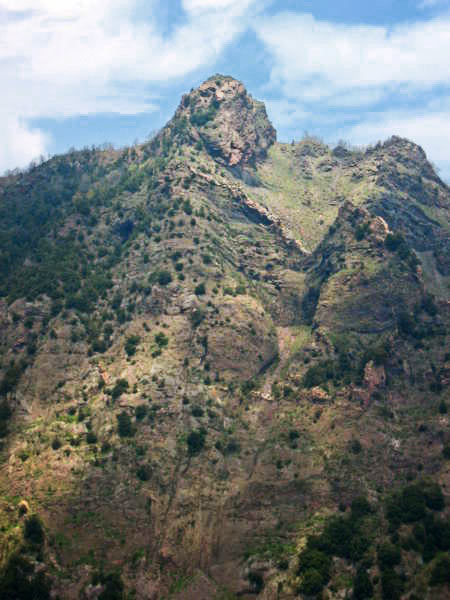
Látkép a Vezúvra.

A nemzeti park állatvilága különösen gazdag és érdekes. Elsősorban kis testű emlősök élnek a hegyen, mint például a borz, mogyorós pele, nyest, róka és a vadnyúl. Több, mint 100 madárfaj él ezen területen, mint például az egerészölyv, vörös vércse, búbos banka, vadgalamb, örvös galamb, harkály, rigó, holló és barátcinege. Az utóbbi időben karvalyokat is megfigyeltek. A téli hónapokban az erdei szalonka, a rozsdásfarkú gébics, a nyaktekercs, az énekes rigó és a csíz a parkban maradnak. A madarak vándorlásának idején megjelenik a parkban a kerti poszáta, a légykapó, a erdei szürkebegy, a sárgarigó, a kecskefejő, valamint a méhfaló gyurgyalag. A hüllők közül a zöld gyík, több kígyóféle valamint a török gekkó. A nemzeti park területén számos nappali és éjjeli lepke él.

## Mezőgazdaság és kézművesség
A vezúvi mezőgazdaság kifejlődésének elsősorban az ásványokban gazdag lávatalaj kedvezett, de hozzájárult a mocsaras területek lecsapolása is, valamint a mediterrán éghajlat. A vidék tipikus termékei a sárgabarack és cseresznye. Az itt termő barackfajták közül a legismertebb az édes és húsos Pellecchiella, a kesernyés Boccuccia liscia, és az érdesebb héjú Boccuccia spinosa, valamint a Cafona és Carpone, amelyek jóval édesebbek. Ugyancsak termesztik Baracca, Vitillo, Monaco bello, Prete és Palummella barackfajtákat is. A barackkal ellentétben jóval kevesebb cseresznyefajtát termesztenek elsősorban a Monte Somma lejtőin. A két legelterjedtebb termesztett cseresznyefajta a Ciliegia del Monte és Ciliegia Malizia. Ezen felül termesztik még a Pomodorini da serbo paradicsomfajtát, melynek jellegzetes csúcsos vége van és mely rendkívül gazdag ásványi anyagokban. Elsősorban szószokhoz használják, pizzán és tésztafélékkel fogyasztják. A vidéken termesztett zöldségek közül elsősorban a kapor és bab az említésre méltók, valamint a Friarielli nevű brokkolifajta.
A vezúvi térség hírnevét azonban kiváló borainak köszönheti. Már a rómaiak idején nagyra tartott bortermelő vidék volt. A vulkán tövében a Falanghina, Coda di volpe és Piedirosso szőlőfajtákat termesztik, amelyből a híres Lacryma Christi borfajtát nyerik.
A vezúvi kézművesség elsősorban kiváló minősége és a feldolgozott alapanyagok színes választéka miatt ismert. A felhasznált alapanyagok között találjuk a korallokat, kámeákat, mészkövet, rezet és nem utolsósorban a vulkán ásványkincseit. A turizmus ugrásszerű növekedése a kézművesipar felfejlődéséhez vezetett.

## Települései

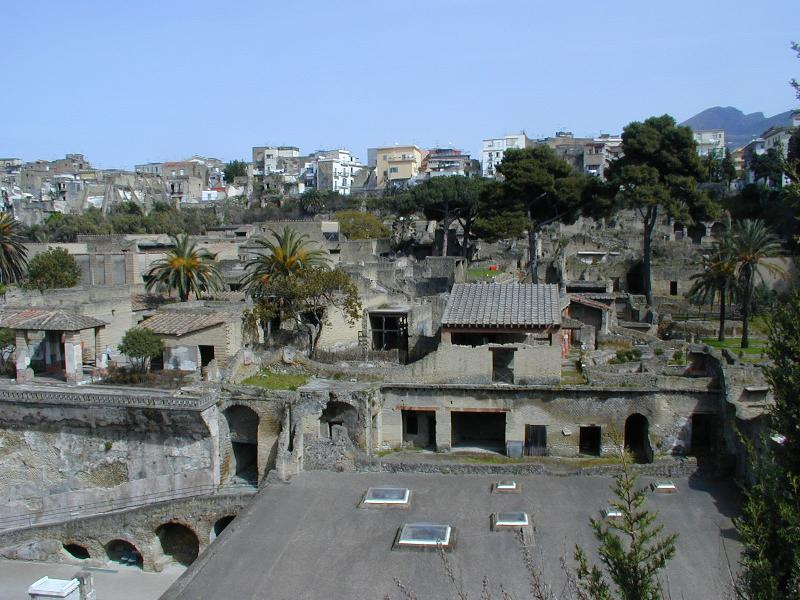
Herculaneum látképe

A Vezúvi Nemzeti Park területén a következő települések fekszenek:
- Boscoreale – legfőbb látnivalója a római Fannius Synistor villája
- Boscotrecase – egykori királyi vadászterület, mely napjainkban Lacryma Christi boráról híres
- Ercolano – a római Herculaneum romjain felépült város
- Massa di Somma – többszörösen elpusztult a Vezúv lávaáraiban
- Ottaviano – szintén többszörösen áldozatául esett a Vezúv kitöréseinek
- Pollena Trocchia – 17. századi városközpontjáról nevezetes
- Sant’Anastasia – a környékbeli lakosok húsvéti búcsújáróhelye
- San Giuseppe Vesuviano – a Vezúv kitörései többször is megrongálták
- San Sebastiano al Vesuvio – az 1944-es kitörés után csak a temploma maradt épen
- Somma Vesuviana – aragón erődítményéről nevezetes
- Terzigno – híres bortermelő település
- Torre del Greco – félig lávába temetett harangtornyáról nevezetes
- Trecase – egykoron a nápolyi nemesség kedvenc üdülőhelye volt